# Staurozoa
De Staurozoa zijn een klasse van neteldieren (Cnidaria). In oudere classificaties werden de Staurozoa nog ingedeeld als een orde binnen de klasse Scyphozoa.  

## Leefwijze
De staurozoa zijn uniek omdat zij niet hoeven te transformeren van poliep tot meduse. Nadat de larven zijn uitgekomen, kruipen ze over de zeebodem op zoek naar een geschikte plaats. Uiteindelijk hechten ze zich vast aan rotsen of algen.

## Verspreiding en leefgebied
Het is een kleine groep van ongeveer 50 soorten die vooral langs de kust in relatief koud water leven. De recente ontdekking van een aantal staurozoa in de buurt van de diepzee was een verrassing.

## Ordes
- † Conulatae
- Stauromedusae